# Phalangonyx mesopotamicus
Phalangonyx mesopotamicus är en skalbaggsart som beskrevs av Medvedev 1952. Phalangonyx mesopotamicus ingår i släktet Phalangonyx och familjen Melolonthidae. Inga underarter finns listade i Catalogue of Life.